# Бірштонас
Бірштонас або Бірштани (лит. Birstonas, пол. Birsztany, біл. Бірштаны) — курортне місто в Литві в Каунаському повіті.

## Історія
У XIV столітті біля Бірштонського замку великих литовських князів утворилося містечко. Містечко, розміщене серед густого лісу було улюбленим місцем полювання князя Вітовта, де він зустрічав гостей з усієї Європи. В 1382 році до містечка увійшли хрестоносці. В 1587 році поселення отримало статус міста. Статус курортного міста Бірштонас отримав у 1846 році, коли були виявлені джерела мінеральної води. Під час російської окупації місто перебувало у складі Троцького повіту Віленської губернії. 
У 1852 році за наказом російського імператора Олександра II вперше була організована спеціальна комісія на чолі з доктором А. Абіхтом для вивчення мінеральних джерел Бірштонас. Комісією були визначені дебіти двох мінеральних джерел, що виходили з русла поблизу струмка Друскупіс, та було досліджено хімічний аналіз води. Крім того, були надані рекомендації щодо застосування мінеральної води джерел Бірштонас. У результаті цих досліджень в 1856 році на території селища Бірштонас був заснований медичний центр на основі БАДів. У 1909 році на території міста була побудована неоготична церква.

## Курортне місто
В часи радянської окупації Бірштонас був одним з найпопулярніших курортів Радянського Союзу для кремлівських урядовців. На території міста розміщені 2 санаторії, одні з найкращих лікувальних установ Литви. Також на території міста розміщений регіональний парк «Nemunas Loops», який облаштований доріжками для бігунів та велосипедистів. У Бірштонасі проводяться численні культурні заходи, часті концертні та театральні заходи, щороку проводиться фестиваль спортивного танцю, а також відомий щорічний джазовий фестиваль на який з'їжджаються учасники з багатьох країн Європи.

## Положення й загальна характеристика
Розташований на правому березі Німану за 39 км на південь від Каунаса. Бальнеологічний, питний, грязьовий і кліматичний курорт у Регіональному парку петель Німану. Площа 13 км².

## Населення
| Динаміка населення з 1862 по 2017 |          |          |          |      |
| 1862*                             | 1959пер. | 1970пер. | 1975     | 1976 |
| 234                               | 1317     | 1518     | 2600     | 2600 |
| 1979пер.                          | 1989пер. | 2001пер. | 2011пер. | 2017 |
| 2350                              | 3537     | 3225     | 2554     | 2422 |
| Гістограма динаміки населення     |          |          |          |      |

## Уродженці
- Відас Блекайтіс (* 1972) — відомий литовський стронгмен.